# Monastère Notre-Dame de l’Assomption de Claro
Le monastère Notre-Dame de l’Assomption est un couvent bénédictin située sur le territoire actuel de la commune tessinoise de Claro, en Suisse.

## Histoire
Le monastère, dédié à l'Assomption de Marie, est fondé en 1490 à l'initiative de la religieuse bénédictine milanaise Scolastica de Vincemalis. Destiné à l'éducation des jeunes filles, les bâtiments sont agrandis à plusieurs reprises au XVIIe siècle, puis dans la seconde moitié du XXe siècle. En 1559, les religieuses sont chargées, par décret pontifical, de relancer et de gérer le couvent de Seedorf, dans le canton d'Uri.
Le monastère est inscrit comme bien culturel d'importance régionale.

## Sources
- (it) Cet article est partiellement ou en totalité issu de l’article de Wikipédia en italien intitulé « Monastero di Santa Maria Assunta (Claro) » (voir la liste des auteurs).